# Nélson Semedo
Nélson Cabral Semedo (Lissabon, 16 november 1993) is een Portugees voetballer van Kaapverdische komaf die doorgaans als rechtsback speelt. Hij tekende in september 2020 een contract tot medio 2023 bij Wolverhampton Wanderers, dat circa €30.000.000,- voor hem betaalde aan FC Barcelona. Semedo debuteerde in 2015 in het Portugees voetbalelftal.

## Clubcarrière
Semedo debuteerde op zeventienjarige leeftijd voor SU Sintrense, waar hij vijf doelpunten maakte in zesentwintig competitiewedstrijden. In januari 2012 tekende hij een vijfjarig contract bij SL Benfica. Tijdens het seizoen 2012/13 werd de verdediger uitgeleend aan CD Fátima, uitkomend in de Segunda Divisão. Op 10 augustus 2013 debuteerde hij voor SL Benfica B in de Segunda Liga tegen CD Trofense. In twee seizoenen speelde hij negenenvijftig competitiewedstrijden voor het tweede elftal van SL Benfica. Op 9 augustus 2015 debuteerde hij voor het eerste elftal in de Supertaça tegen Sporting Clube de Portugal. Op 16 augustus 2014 maakte Semedo zijn opwachting in de Primeira Liga tegen GD Estoril-Praia. Hij maakte het vierde doelpunt in een 4–0 overwinning voor de hoofdstedelingen. Met Benfica won hij twee landstitels (2016, 2017), de Taça de Portugal (2017), de Taça da Liga (2016) en de Supertaça Cândido de Oliveira (2016).
Semedo tekende in 2017 een contract tot medio 2022 bij FC Barcelona, dat circa €30.000.000,- voor hem betaalde aan SL Benfica.
Op 23 september 2020 tekende Semedo een driejarig contract bij Wolverhampton Wanderers. Wolves betaalde een bedrag van €30.000.000,- aan FC Barcelona, dat door bonussen nog kon oplopen tot €40.000.000,-. Op 27 september 2020 maakte Semedo voor de Wolves zijn debuut in de Premier League. Die competitiewedstrijd werd met 4–0 verloren van West Ham United.

## Interlandcarrière
In een EK-kwalificatiewedstrijd op 11 oktober 2015 tegen Servië (1–2 winst) maakte Semedo zijn debuut in het Portugees voetbalelftal. Met Portugal nam hij in juni 2017 deel aan de laatste editie van de FIFA Confederations Cup, waar de derde plaats werd bereikt. Portugal won in de troostfinale van Mexico (2–1 na verlenging). Semedo werd op 21 mei 2024 door bondscoach Roberto Martínez opgenomen in de Portugese selectie voor het EK 2024 in Duitsland. Portugal won een groep met Tsjechië, Turkije en Georgië, schakelde in de achtste finales Slovenië uit en verloor in de kwartfinales op strafschoppen van Frankrijk. Semedo kwam op het toernooi in alle wedstrijden als invaller in actie.

## Erelijst
| Primeira Liga                 | 2x | 2015/16, 2016/17 |
| Taça de Portugal              | 1x | 2015/16          |
| Supertaça Cândido de Oliveira | 1x | 2016             |
| Taça da Liga                  | 1x | 2015/16          |
| FC Barcelona                  |    |                  |
| Primera División              | 2x | 2017/18, 2018/19 |
| Copa del Rey                  | 1x | 2017/18          |
| Supercopa de España           | 1x | 2018             |
| Portugal                      |    |                  |
| UEFA Nations League           | 1x | 2018/19          |